# ألبانيا وأسلحة الدمار الشامل
كانت ألبانيا تمتلك ذات مرة مخزوناً من أسلحة الدمار الشامل. وشملت هذه المخزونات من الأسلحة الكيميائية 16678 كجم (36770 رطل) من غاز الخردل، اللويزيت، أدامسيت، والكولورواسيتوفينون.
كانت ألبانيا من بين البلدان الأولى التي وقعت على اتفاقية حظر الأسلحة الكيميائية في عام 1993. وقد دخلت المعاهدة حيز النفاذ في عام 1997، وهي تتطلب الإعلان عن المخزونات الكيميائية، وتدمير جميع الأسلحة الكيميائية، ونظم الإلقاء ومرافق الإنتاج. وتعتبر ألبانيا واحدة من ست دول فقط تعلن عن امتلاكها مخزوناً كيميائياً وقامت بالإعلان عن ذلك في مارس 2003، بعد اكتشاف 600 حاوية كبيرة من المواد الكيميائية في غرفة محصنة مهجورة تحت الأرض، في ديسمبر 2002. تلك المواد ربما يكون قد حصل عليها الزعيم الشيوعي أنور خوجا في منتصف السبعينات من الصين على الرغم من أنه لا توجد وثائق بذلك.

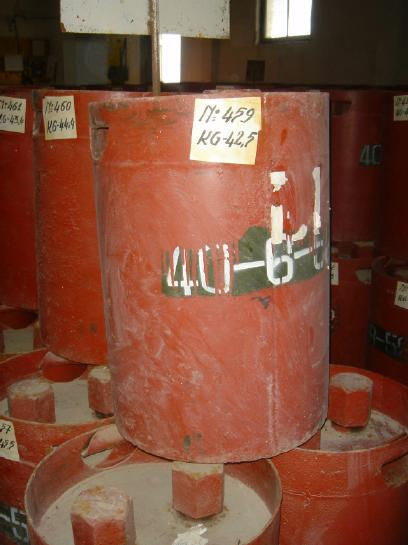
الأسلحة الكيميائية الألبانية.

في 11 يوليو 2007، أكدت منظمة حظر الأسلحة الكيميائية تدمير مخزون الأسلحة الكيماوية بالكامل في ألبانيا، مما جعل ألبانيا أول دولة تدمر تماماً كل أسلحتها الكيميائية وفقاً لأحكام اتفاقية حظر الأسلحة الكيميائية. وكانت تكاليف ذلك تقترب من 48 مليون دولار امريكى. وقد ساعدت الولايات المتحدة ومولت عمليات التدمير تحت برنامج التعاون للحد من التهديد.

## الأسلحة البيولوجية والنووية
انضمت ألبانيا إلى اتفاقية الأسلحة البيولوجية في 3 يونيو 1992، التي تحظر الأسلحة البيولوجية. وانضمت أيضاً إلى معاهدة الحد من انتشار الأسلحة النووية في سبتمبر 1990. كما انضمت ألبانيا إلى بروتوكول جنيف في 20 ديسمبر 1989، الذي يحظر الأسلحة الكيميائية والبيولوجية وأودعت انضمامها إلى معاهدة الحظر الشامل للتجارب النووية في 23 أبريل 2003.